# Víctor Núñez
Pour les articles homonymes, voir Núñez.
Victor Núñez Rodríguez, né le 15 avril 1980, est un footballeur costaricien. Il joue au poste d'attaquant avec l'équipe du Costa Rica et le club de AD Municipal Liberia.
Núñez est d'origine dominicaine et a été naturalisé en 2006.

## Carrière

### En club
- 1999-2003 : Deportivo Saprissa -  Costa Rica
- 2003-2004 : LD Alajuelense -  Costa Rica
- 2004-2006 : C.S. Cartagines -  Costa Rica
- 2006-2008 : LD Alajuelense -  Costa Rica
- 2008- : AD Municipal Liberia -  Costa Rica

Il fut meilleur buteur du championnat du Costa Rica en 2000-01 et est depuis toujours bien classé au classement des meilleurs buteurs.

### En équipe nationale
Núñez participe à la coupe du monde 2006 avec l'équipe du Costa Rica.

## Palmarès
- 17 sélections avec l'équipe du Costa Rica (5 buts)